# Либерализъм в Румъния
Либерализмът в Румъния е политическо движение, следващо идеологията на либерализма, появило се в Румъния в първата половина на XIX век и съществуващо до наши дни.

## Възникване
За начало на румънския либерализъм обикновено се приема проектът за конституция, предвиждащ разделение на властите, равенство пред закона и гаранции за основните граждански права, предложен през 1822 година от група молдовски дребни боляри, водени от Йоника Тъуту. Той остава без последствия, но през 30-те и 40-те години подобни искания се появяват често в споровете между различни болярски групи.
През 1845 година в Париж е създадено Дружество на румънските студенти, в което започват своята обществена дейност много от водачите на либералното движение. Повлияни от Жул Мишле, Едгар Кине, Адам Мицкевич и Джузепе Манцини, те се застъпват за национален либерализъм, съчетаващ искания за премахване на съсловните привилегии, равенство пред закона и аграрна реформа с такива за премахване на руския протекторат над Влашко и Молдова и тяхното обединение в единна национална държава.
По време на Революциите от 1848 либералното движение се опитва да наложи идеите си по революционен път с Влашката и Молдовската революция. Движението в Молдова, водено от Михаил Когълничану, се обявява за обединение на двете княжества в конституционна монархия с разделение на властите и премахване на съсловните привилегии. Във Влашко, където революционерите успяват да се задържат на власт от юни до септември, Прокламацията от Излаз, съставена от Йон Елиаде-Ръдулеску, има още по-радикални искания – оземляване на селяните за сметка на възмездно отчуждаване на едрата собственост, широки избирателни права, прогресивно подоходно облагане, национализация на църковни имоти, общо безплатно начално образование. Въпреки неуспеха на революциите и принудителното изгнание на много техни лидери, те превръщат идеята за независимост и обединение на двете княжества в основна цел на повечето политически групи в страната.
През 50-те и 60-те години в либералното движение в Румъния преобладава консервативният либерализъм, силно повлиян от възгледите на Франсоа Гизо и от тежестта, давана от Бенжамен Констан на правото на собственост. Либерални лидери, като Йон Братиану, виждат в разширяването на избирателните права заплаха за вътрешната стабилност и външнополитическата сигурност на страната. Само отделни радикални дейци, като Константин Росети и Николае Бълческу, се обявяват за широки избирателни права или поземлена реформа.
През 1859 – 1863 година либералните кръгове около Михаил Когълничану, заел поста на министър-председател, успешно реализират Обединението на Влашко и Молдова, а през 1866 година приемат в компромис с консерваторите първата конституция на Румъния. Отказвайки се от радикална поземлена реформа, тя гарантира прокламираните от либерализма лични и граждански права, а в политическо отношение въвежда силно ограничителен избирателен ценз, подкрепян и от повечето либерали. През следващите десетилетия, до края на Първата световна война, либералите са доминираща политическа сила в страната, контролирайки правителството през 38 от 53 години.

## Националната либерална партия до тоталитарния период
Румънските либерали се организират в своя Национална либерална партия през 1875 година. В нейното ядро е ново по-радикално поколение, водено от Йон Братиану, което си поставя за цел активното изграждане на градска средна класа. За нейното постигане, либералите водят политика на икономически протекционизъм и активна намеса на държавата в икономиката. Те се застъпват и за етнически румънския характер на новосъздаваната буржоазия, като стигат до дискриминативни мерки срещу по-значими малцинства, като евреи, българи и арменци.